# Čaškasta gromotulja
Čaškasta gromotulja (turica čaškovita, lat. Alyssum alyssoides), jednogodišnja ili dvogodišnjaq vrsta krstašice iz roda gromotulja, raširena po umjerenim područjuima Europe i središnje i jugozapadne Azije, a uvezena i u Sjevernu Ameriku.
Stabljika je dlakava, uspravna ili polegnuta uz tlo, dužine 30 do 40 centimetara. Cvijet je žut, ima četiri latice.